# Atlantic Sun Conference
L'Atlantic Sun Conference ou ASUN Conference est un groupement d'universités gérant les compétitions sportives universitaires dans le sud-est des États-Unis. 
Avec l'ajout du football américain en tant que sport de conférence au cours de l'année universitaire 2023-2024, la conférence participe à 10 sports masculins et 12 sports féminins.
Après l'année universitaire 2022-2023, l'ASUN Conference a fusionné sa ligue de football américain avec celle de la Western Athletic Conference, formant l'United Athletic Conference.
Pour ce qui concerne le basket-ball, la conférence participe au championnat NCAA de basket-ball universitaire de la Division I NCAA.
Le 1er juillet 2026, la Western Athletic Conference sera rebaptisée United Athletic Conference, qui deviendra une conférence multisports. La nouvelle UAC sera entièrement composée d'universités disposant de programmes de football américain FCS. Les cinq membres de l'ASUN qui attribuent des bourses de football américain rejoindront la nouvelle United Athletic Conference. Après ce changement, l'ASUN sera composée uniquement d'universités qui n'accordent pas de bourses pour le football. Cinq de ces écoles n'ont pas d'équipe de football. Stetson joue au football non boursier FCS dans la Pioneer Football League. Bellarmine pratique la variante non NCAA du sprint football (en).

## Membres actuels
Membres sortants en rose.
| Institutions                          | Siège                       | Fondation | Type     | Surnom                            | Rejoint |
| ------------------------------------- | --------------------------- | --------- | -------- | --------------------------------- | ------- |
| Université d'État Austin Peay         | Clarksville, Tennessee      | 1927      | Publique | Governors d'Austin Peay (en)      | 2022    |
| Université Bellarmine                 | Louisville, Kentucky        | 1950      | Privée   | Knights de Bellarmine             | 2020    |
| Université du centre de l'Arkansas    | Conway, Arkansas            | 1907      | Publique | Bears de Central Arkansas (en)    | 2021    |
| Université du Kentucky oriental (en)  | Richmond, Kentucky          | 1874      | Publique | Colonels d'Eastern Kentucky (en)  | 2021    |
| Florida Gulf Coast University (en)    | Fort Myers, Floride         | 1997      | Publique | Eagles de Florida Gulf Coast (en) | 2007    |
| Université de Jacksonville            | Jacksonville, Floride       | 1934      | Privée   | Dolphins de Jacksonville          | 1998    |
| Université Lipscomb (en)              | Nashville, Tennessee        | 1891      | Privée   | Bisons de Lipscomb (en)           | 2003    |
| Université de l'Alabama du Nord (en)  | Florence, Alabama           | 1830      | Publique | Lions de North Alabama            | 2018    |
| Université du Nord de la Floride      | Jacksonville, Floride       | 1969      | Publique | Ospreys de North Florida          | 2005    |
| Université Queens de Charlotte (en)   | Charlotte, Caroline du Nord | 1857      | Privée   | Royals de Queens (en)             | 2022    |
| Université Stetson (en)               | DeLand, Floride             | 1883      | Privée   | Hatters de Stetson (en)           | 1985    |
| Université de l'Ouest la Géorgie (en) | Carrollton, Géorgie         | 1906      | Publique | Wolves de West Georgia (en)       | 2024    |

### Membres associés
Membres sortants en rose.
| Institutions                                               | Siège                             | Fondation | Type     | Surnom                           | Sport(s)                       | Rejoint           | Conférence principale |
| ---------------------------------------------------------- | --------------------------------- | --------- | -------- | -------------------------------- | ------------------------------ | ----------------- | --------------------- |
| United States Air Force Academy                            | USAF Academy, Colorado            | 1954      | Fédéral  | Falcons de l'Air Force           | Crosse masculine               | 2021              | Mountain West         |
| Université de Coastal Carolina                             | Conway, Caroline du Sud           | 1954      | Publique | Chanticleers de Coastal Carolina | Crosse féminine                | 2021              | Sun Belt              |
| Université du Delaware                                     | Newark, Delaware                  | 1743      | Publique | Fightin' Blue Hens du Delaware   | Crosse féminine                | 2025              | CUSA                  |
| Université du Delaware                                     | Newark, Delaware                  | 1743      | Publique | Fightin' Blue Hens du Delaware   | Natation masculine et féminine | 2025              | CUSA                  |
| Université de Florida Atlantic                             | Boca Raton, Floride               | 1961      | Publique | Owls de Florida Atlantic         | Natation masculine             | 2023              | American              |
| Université Gardner-Webb                                    | Boiling Springs, Caroline du Nord | 1905      | Privée   | Runnin' Bulldogs de Gardner-Webb | Natation masculine et féminine | 2023              | Big South             |
| Université du Sud de la Géorgie                            | Statesboro, Géorgie               | 1906      | Publique | Eagles de Georgia Southern       | Natation féminine              | 2025              | Sun Belt              |
| Université d'État de Kennesaw                              | Kennesaw, Géorgie                 | 1963      | Publique | Owls de Kennesaw State           | Crosse féminine                | 2024              | CUSA                  |
| Université Liberty                                         | Lynchburg, Virginie               | 1971      | Privée   | Lady Flames de Liberty           | Crosse féminine                | 2023              | CUSA                  |
| Université Lindenwood (en)                                 | Saint Charles, Missouri           | 1827      | Privée   | Lions de Lindenwood (en)         | Crosse feminine                | 2022              | OVC                   |
| Université de Mercer                                       | Macon, Géorgie                    | 1833      | Privée   | Bears de Mercer (en)             | Crosse masculine               | 2022              | SoCon                 |
| Université Old Dominion                                    | Norfolk, Virginie                 | 1930      | Publique | Monarchs d'Old Dominion          | Natation masculine             | 2023              | Sun Belt              |
| Université Old Dominion                                    | Norfolk, Virginie                 | 1930      | Publique | Monarchs d'Old Dominion          | 2025                           | Natation féminine | Sun Belt              |
| Université de Caroline du Nord à Asheville (UNC Asheville) | Asheville, Caroline du Nord       | 1927      | Publique | Bulldogs de l'UNC Asheville (en) | Natation féminine              | 2023              | Big South             |
| Université de l'Utah                                       | Salt Lake City, Utah              | 1850      | Publique | Utes de l'Utah                   | Crosse masculine               | 2021              | Big 12                |

1. ↑  Coastal Carolina avait déjà été membre de l'ASUN en crosse féminine de 2016 à 2020 (saisons 2017 à 2020).
2. ↑  Delaware est reconnu comme une institution « privately governed, state-assisted » (français : « gérée par le secteur privé et assistée par l'État »).
3. ↑  Mesuré à partir du départ de Kennesaw State de l'adhésion à part entière à la conférence.
4. ↑  Mesuré à partir du départ de Liberty de l'adhésion à part entière à la conférence.

## Installations sportives
Membres sortants en rose.
| Université              | Stade de football américain                                          | Capacité                                                             | Salle de basketball       | Capacité |
| Austin Peay (en)        | Fortera Stadium (en)                                                 | 10 100                                                               | F&M Bank Arena (en)       | 5 500    |
| Bellarmine              | Joue au sprint football (en) au lieu du football américain standard. | Joue au sprint football (en) au lieu du football américain standard. | Knights Hall              | 2 196    |
| Central Arkansas (en)   | Estes Stadium (en)                                                   | 9 000                                                                | Farris Center (en)        | 6 000    |
| Eastern Kentucky (en)   | Roy Kidd Stadium (en)                                                | 20 000                                                               | Baptist Health Arena (en) | 6 300    |
| Florida Gulf Coast (en) | Pas d'équipe de football américain                                   | Pas d'équipe de football américain                                   | Alico Arena (en)          | 4 633    |
| Jacksonville            | Pas d'équipe de football américain                                   | Pas d'équipe de football américain                                   | Swisher Gymnasium (en)    | 1 500    |
| Lipscomb (en)           | Pas d'équipe de football américain                                   | Pas d'équipe de football américain                                   | Allen Arena (en)          | 5 028    |
| North Alabama           | Braly Municipal Stadium (en)                                         | 14 215                                                               | Flowers Hall (en)         | 3 900    |
| North Florida           | Pas d'équipe de football américain                                   | Pas d'équipe de football américain                                   | UNF Arena                 | 5 800    |
| Queens (en)             | Pas d'équipe de football américain                                   | Pas d'équipe de football américain                                   | Curry Arena               | 2 500    |
| Stetson (en)            | Joue au football américain dans la Pioneer Football League           | Joue au football américain dans la Pioneer Football League           | Edmunds Center (en)       | 5 000    |
| West Georgia (en)       | University Stadium (en)                                              | 10 000                                                               | The Coliseum (en)         | 7 000    |

## Sports
| Sports masculins - Athlétisme en extérieur - Athlétisme en salle - Baseball - Basket-ball - Cross-country - Crosse - Football (Soccer) - Golf - Tennis |  | Sports féminins - Athlétisme en extérieur - Athlétisme en salle - Basket-ball - Beach-volley - Cross-country - Crosse féminine - Football (Soccer) - Golf - Softball - Tennis - Volley-ball |

Depuis la saison 2023, les ligues de football américain de l'ASUN et de la Western Athletic Conference ont fusionné sous le nom de l'United Athletic Conference (UAC). Parmi les membres de l'ASUN qui possèdent des équipes de football américain :
- Austin Peay, Central Arkansas, Eastern Kentucky et North Alabama jouent dans l'UAC. West Georgia rejoindra ce groupe en 2024.
- Kennesaw State joue en tant qu'indépendant dans la Division I FCS avant de rejoindre la Conference USA en 2024.
- Stetson joue dans la Pioneer Football League, une conférence FCS monosport dont les membres n'attribuent pas de bourses pour le football américain.
- Bellarmine joue au sprint football (en), une forme de football américain qui utilise les règles universitaires standard mais limite le poids des joueurs à 80,7 kg (178 livres). Le sprint football n'est pas régi par la NCAA.